# Evertssches Haus

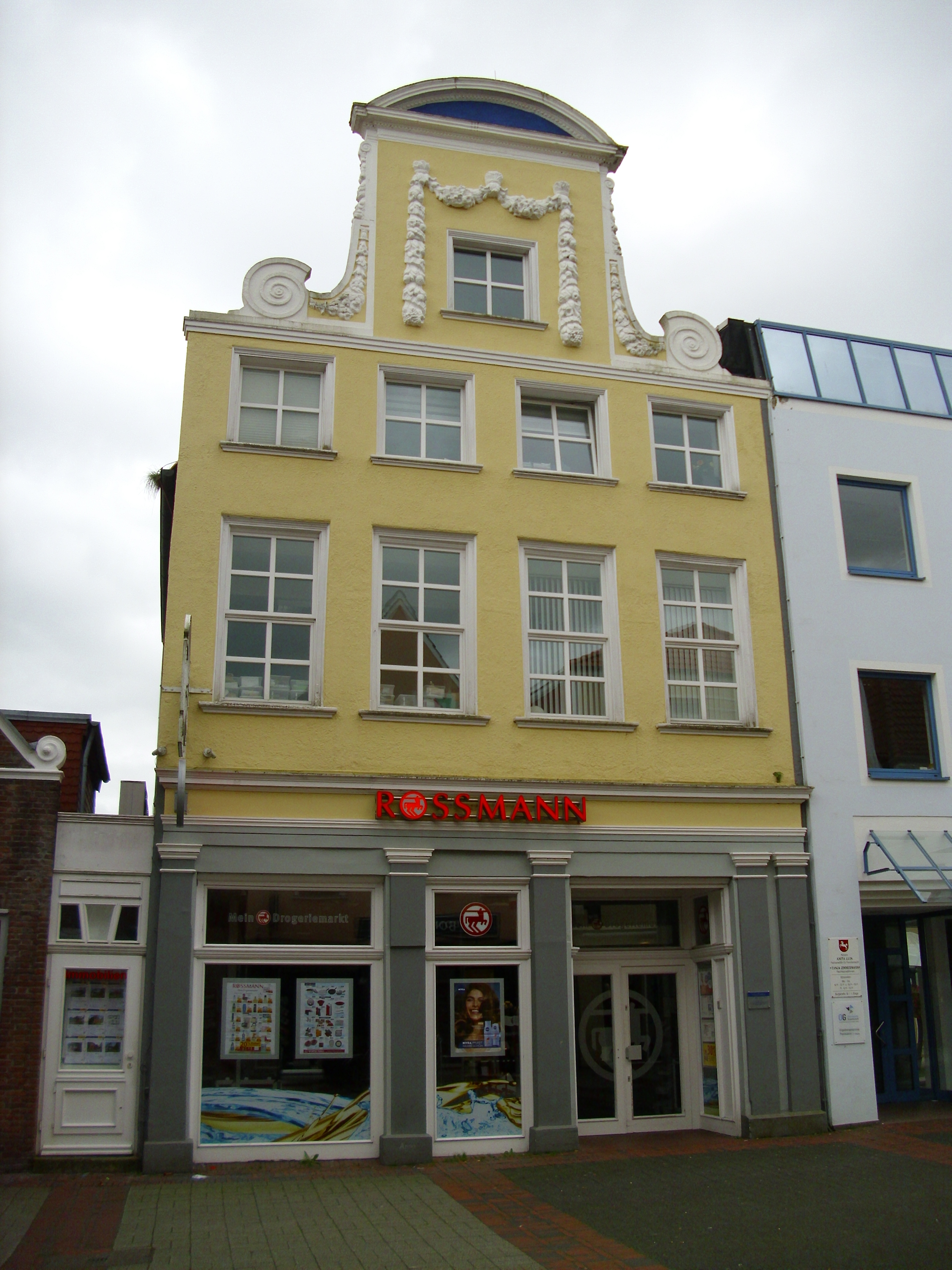
Das Evertssche Haus in der Auricher Fußgängerzone, Burgstraße 17, im September 2015.

Das Evertssche Haus in der ostfriesischen Kreisstadt Aurich (Landkreis Aurich, Niedersachsen) ist ein unter Denkmalschutz stehendes Gebäude aus dem 17. Jahrhundert. Es hat die Adresse Burgstraße 17. Im 18. Jahrhundert war das Gebäude im Besitz der Juristenfamilie Conring, die es im Jahre 1735 an den Vizehofrichter und späteren Regierungsdirektor Johann Schnedermann verkaufte.

## Beschreibung
Das Evertssche Haus ist ein zweigeschossiger Putzbau mit Perückengiebel. Er wurde um 1664 im Stil des Barock erbaut. Die Fassade ist gelb gehalten und mit Festons in Gestalt bogenförmig durchhängender Gewinde aus Blättern und Früchten verziert.